# Cosmorhoe moroëssa
Cosmorhoe moroëssa là một loài bướm đêm trong họ Geometridae.